# Горнешть
Горнешть, Горнешті (рум. Gornești) — село у повіті Муреш в Румунії. Адміністративний центр комуни Горнешть.
Село розташоване на відстані 273 км на північний захід від Бухареста, 15 км на північний схід від Тиргу-Муреша, 80 км на схід від Клуж-Напоки, 135 км на північний захід від Брашова.

## Населення
За даними перепису населення 2002 року у селі проживали 2027 осіб.
Національний склад населення села:
| Національність | Кількість осіб | Відсоток |
| -------------- | -------------- | -------- |
| угорці         | 1425           | 70,3%    |
| румуни         | 444            | 21,9%    |
| цигани         | 152            | 7,5%     |

Рідною мовою назвали:
| Мова      | Кількість осіб | Відсоток |
| --------- | -------------- | -------- |
| угорська  | 1558           | 76,9%    |
| румунська | 449            | 22,2%    |
| циганська | 17             | 0,8%     |